# Ali Maloumat
Ali Maloumat –en persa, علی معلومات– (Chenaran, 22 de noviembre de 1981) es un deportista iraní que compitió en judo. Ganó dos medallas en el Campeonato Asiático de Judo en los años 2008 y 2011.

## Palmarés internacional
| Campeonato Asiático | Campeonato Asiático  | Campeonato Asiático | Campeonato Asiático |
| Año                 | Lugar                | Medalla             | Categoría           |
| ------------------- | -------------------- | ------------------- | ------------------- |
| 2008                | Jeju (Corea del Sur) | Medalla de oro      | –73 kg              |
| 2011                | Abu Dabi (EAU)       | Medalla de bronce   | –73 kg              |